# Gravesano
Gravesano je obec ve švýcarském kantonu Ticino, okresu Lugano. Žije zde přibližně 1 400 obyvatel.

## Geografie
Obec leží v centrální části údolí Valle del Vedeggio na západním úbočí údolí, asi 5 km severozápadně od největšího města kantonu, Lugana. Kanalizovaný tok řeky Vedeggio, který dříve vymezoval východní hranici obce, již územím obce neprochází. Západní hranice probíhá po úbočí hory Monte Ferraro, zatímco jižní a severní hranici tvoří z velké části dva menší potoky.
Bývalá vesnice Grumo se dnes rozrostla spolu s Gravesanem a tvoří samostatnou místní část. Dala jméno středověkému hradnímu okrsku, který pravděpodobně zahrnoval Gravesano, Manno a Bedano.
Sousedními obcemi jsou Bedano na severu, Lamone na východě, Manno na jihu a Alto Malcantone na západě.

## Historie
První zmínka o obci pochází z roku 1254 v přídomku de Gravaxana. Hrad na cestě z Ponte Tresa na průsmyk Monte Ceneri byl v roce 1004 domovem krále Jindřicha II. a později Fridricha I. Barbarossy při jeho cestě do Itálie v roce 1162. Gravesano je svěřeným majetkem a právy kláštera San Pietro in Ciel d’Oro z Pavie a biskupa z Coma. Kostel je zmiňován již v roce 1192, současná budova pochází z konce 16. století.

## Obyvatelstvo

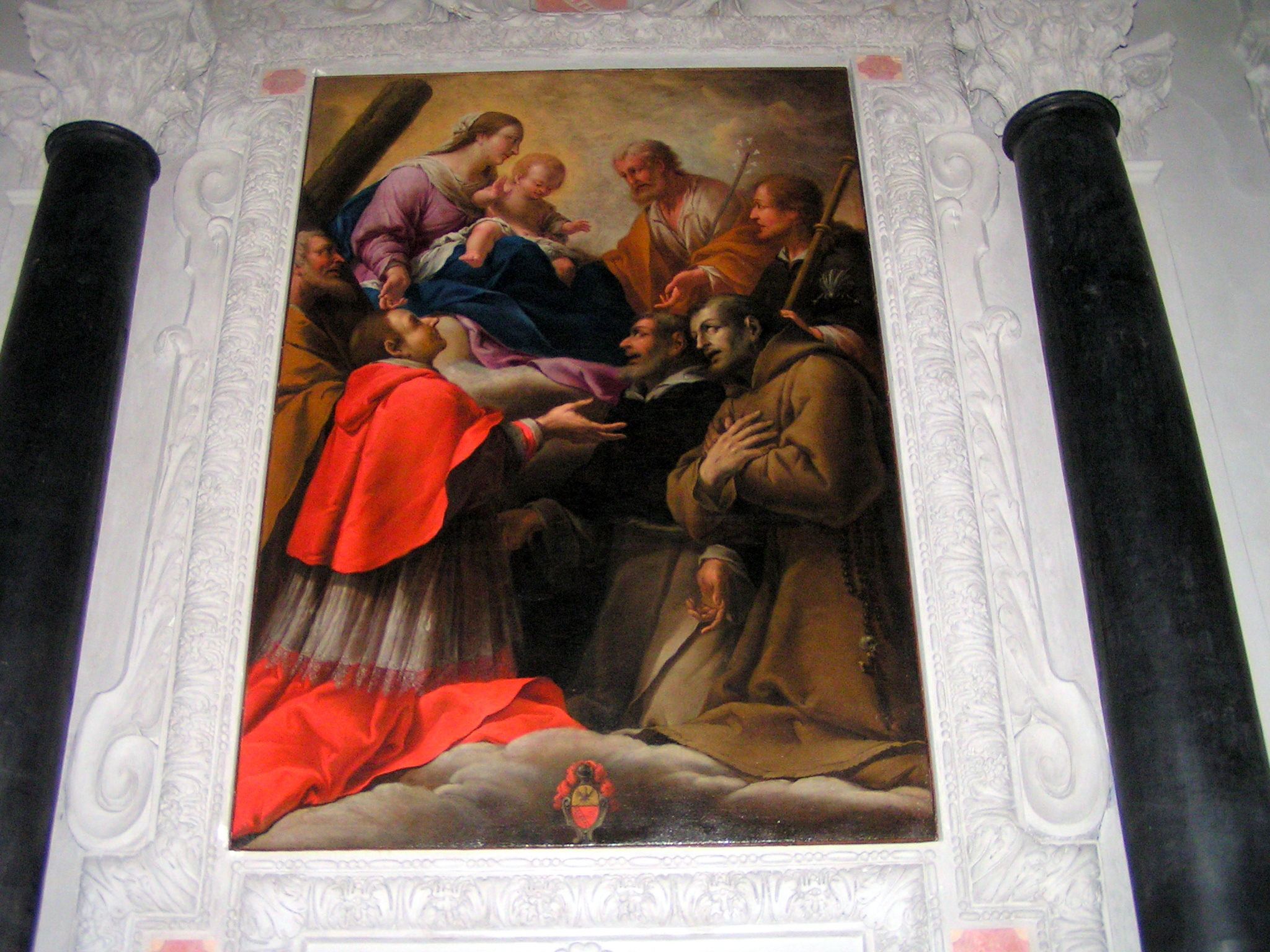
Malby v místním kostele

| Rok            | 1692 | 1801 | 1859 | 1900 | 1950 | 1970 | 2000 | 2005 | 2007 | 2010 | 2020 |
| Počet obyvatel | 137  | 114  | 149  | 234  | 300  | 428  | 1074 | 1106 | 1151 | 1181 | 1359 |

## Hospodářství
Původně zemědělská obec zaznamenala v posledních desetiletích silný růst v oblasti průmyslu, obchodu a služeb. Tomuto rozvoji napomohlo začlenění obce do rostoucího příměstského pásu Lugana, její blízkost k dálnici a železniční trati vedoucí k nákladovému nádraží Bioggio.

## Doprava
Obsluhu obce veřejnou dopravou zajišťují linky postbusu.
Nejbližší železniční stanice se nachází v Lamone-Cadempino nebo v Luganu na Gotthardské dráze.
Jižně od obce se nachází dálniční křižovatka Lugano-Nord na dálnici A2, vedoucí dále k italským hranicím.